# Большеколпанское сельское поселение
Большеколпа́нское се́льское поселе́ние — упразднённое муниципальное образование на территории Гатчинского муниципального округа Ленинградской области. Бывший административный центр — деревня Большие Колпаны. На территории поселения находились 16 населённых пунктов — 1 село и 15 деревень.
Последним главой поселения являлся Олег Васильевич Лиманкин, и. о. главы администрации — Виталий Александрович Ефременков.

## Географические данные
- Общая площадь: 157 км²
- Нахождение: центральная часть Гатчинского муниципального округа
  - Граничило:
    - на севере — с Пудостьским сельским поселением
    - на северо-востоке — с Гатчинским городским поселением
    - на северо-востоке — с Новосветским сельским поселением
    - на востоке — с Кобринским сельским поселением
    - на юге — с Рождественским сельским поселением
    - на юго-западе — с Волосовским муниципальным районом
    - на западе — с Елизаветинским сельским поселением
    - на северо-западе — с Войсковицким сельским поселением

По территории бывшего поселения проходят автодороги:
- Р23 «Псков» (E 95, Санкт-Петербург — граница с Беларусью)
- А120 (Санкт-Петербургское южное полукольцо)
- 41А-002 (Гатчина — Ополье)
- 41К-103 (Никольское — Шпаньково)
- 41К-215 (подъезд к г. Гатчина)
- 41К-471 (подъезд к дер. Хинколово)

Расстояние от бывшего административного центра поселения до центра муниципального округа — 8,5 км.
По территории упразднённого поселения проходит железная дорога Гатчина — Ивангород.

### Геологические особенности
Большеколпанское сельское поселение располагается на вершине Ижорской возвышенности, в связи с этим на его территории очень мало водоёмов. По территории поселения протекает ручей Сиворицкий, впадающий в берущую здесь начало реку Суйду, а у деревни Парицы из местных ключей берёт начало река Парица. Самыми крупными водоёмами являются искусственные пруды, возникшие на месте Парицкого и Борницкого карьеров.
Наличие карстовых пород — известняков и доломитов — привело к образованию больших карстовых пещер, не имеющих воздушного контакта с надземным пространством. Полости этих пещер стали использоваться в советское время для хранения резервов природного газа.

## История
По решению Исполкома Ленинградского областного Совета депутатов трудящихся от 31 декабря 1970 года № 604 в целях упорядочения административно-территориального деления и дальнейшего повышения роли местных Советов в хозяйственном и культурном строительстве, был образован Большеколпанский сельский Совет депутатов трудящихся путем разукрупнения Никольского сельского Совета (центр — деревня Большие Колпаны) с количеством населения 7206 человек, включив в него 23 населённых пункта: Большие Борницы, Большие Колпаны, Большое Тяглино, Войсковицы (птицефабрика), Войсковицы (железнодорожная станция), посёлок Войсковицы, Вакколово, Вопша, дорожно-эксплуатационный участок, Илькино, Карстолово, Кунтолово, Лядино, Малые Колпаны, Новые Черницы, Парицы, Рябизи, Сигонема, Сеппелево, Салузи, Старые Черницы, участок дорожно-ремонтного пункта — 141, Химози.
Этим же решением Леноблисполкома объединены как фактически слившиеся населённые пункты: деревни Большое Тяглино, Сигонема и Кунтолово в один населённый пункт — деревню Большое Тяглино; посёлок Войсковицы, дорожно-ремонтный пункт, деревни Войсковицы, Илькино, Сеппелево, станция Войсковицы, в один населённый пункт — посёлок Войсковицы; посёлок Дорожно-эксплуатационный участок — 141, деревня Большие Колпаны, в один населённый пункт — деревню Большие Колпаны.
18 января 1994 года постановлением главы администрации Ленинградской области № 10 «Об изменениях административно-территориального устройства районов Ленинградской области» Большеколпанский сельсовет, также как и все другие сельсоветы области, преобразован в Большеколпанскую волость.
1 января 2006 года в соответствии с областным законом № 113-оз от 16 декабря 2004 года образовано Большеколпанское сельское поселение, в его состав вошла территория бывшей Большеколпанской волости.
Упразднено 13 мая 2024 года в связи с образованием Гатчинского муниципального округа вместо Гатчинского района.

## Население
| 2006  | 2010  | 2011  | 2012  | 2013  | 2014  | 2015  |
| ----- | ----- | ----- | ----- | ----- | ----- | ----- |
| 9000  | ↗9327 | ↗9333 | ↗9405 | ↗9567 | ↗9657 | ↗9782 |
| 2016  | 2017  | 2018  | 2019  | 2020  | 2021  | 2023  |
| ↗9934 | ↗9962 | ↘9846 | ↘9728 | ↘9612 | ↘8959 | ↘8936 |
| 2024  |       |       |       |       |       |       |
| ↘8917 |       |       |       |       |       |       |

## Экономика
На территории упразднённого поселения располагалось 85 предприятий производственной и непроизводственной сферы.
Основным предприятием Большеколпанского сельского поселения являлось ЗАО «Гатчинское», которому принадлежит более трети территории поселения (57,28 км²), основные виды производства — молочное животноводство, картофелеводство, овощеводство.
Хранение природного газа в карстовых пещерах организует Ленинградская станция подземного хранения газа, добычей доломитов в Борницком карьере занимается ОАО «Карьеры доломитов».
В деревне Малые Колпаны расположен Гатчинский комбикормовый завод — одно из крупнейших в России предприятий по производству комбикормов.
Также на территории поселения действуют малые предприятия, основные сферы деятельности которых — торговля, бытовые услуги, ремонт и обслуживание автотранспорта.
В селе Никольское располагается аэродром «Сиворицы».

## Бюджет
Бюджет поселения в 2007 году составил 21 768,7 тыс. рублей. Источники доходов представлены в таблице.
| Источник доходов | Сумма, тысяч рублей | Доля, % |
| --- | ------------------- | ------- |
| Налог на доходы физических лиц | 6483,0              | 29,78   |
| Налог на имущество физических лиц | 497,0               | 2,28    |
| Земельный налог | 1400,0              | 6,43    |
| Арендная плата за земли, находящиеся в государственной собственности до разграничения государственной собственности на землю и поступления от продажи права на заключение договоров аренды указанных земельных участков | 400,0               | 1,84    |
| Доходы от сдачи в аренду имущества, находящегося в оперативном управлении органов государственной власти, органов местного самоуправления и созданных ими учреждений и в хозяйственном ведении МУП                      | 60,0                | 0,28    |
| Прочие доходы от оказания платных услуг и компенсации затрат государства (Наём) | 1180,0              | 5,42    |
| Дотации на выравнивания уровня бюджетной обеспеченности из областного ФФПП | 3056,9              | 14,04   |
| Дотации на выравнивание уровня бюджетной обеспеченности из ФФПП ГМР | 8320,4              | 38,22   |
| Субвенции из областного бюджета на выполнение части полномочий по первичному воинскому учёту | 149,3               | 0,69    |
| Субвенции из бюджета ГМР на выполнение части полномочий по распоряжению земельными участками, менее 3 га | 72,1                | 0,33    |
| Доходы от продажи услуг | 150,0               | 0,69    |
| Итого | 21768,7             | 100     |

## Состав сельского поселения
| №  | Населённый пункт | Тип населённого пункта          | Население    |
| -- | ---------------- | ------------------------------- | ------------ |
| 1  | Большие Колпаны  | деревня, административный центр | ↘3572 (2021) |
| 2  | Вакколово        | деревня                         | ↗37 (2017)   |
| 3  | Вопша            | деревня                         | ↘153 (2017)  |
| 4  | Корписалово      | деревня                         | ↗130 (2017)  |
| 5  | Лядино           | деревня                         | ↗65 (2017)   |
| 6  | Малые Колпаны    | деревня                         | ↗817 (2017)  |
| 7  | Никольское       | село                            | ↘1592 (2017) |
| 8  | Новое Колено     | деревня                         | ↗36 (2017)   |
| 9  | Новое Хинколово  | деревня                         | ↗51 (2017)   |
| 10 | Новые Черницы    | деревня                         | ↗70 (2017)   |
| 11 | Парицы           | деревня                         | ↗424 (2017)  |
| 12 | Ротково          | деревня                         | ↘27 (2017)   |
| 13 | Старое Хинколово | деревня                         | ↗37 (2017)   |
| 14 | Старые Черницы   | деревня                         | ↗37 (2017)   |
| 15 | Тихковицы        | деревня                         | ↘237 (2017)  |
| 16 | Химози           | деревня                         | ↗478 (2017)  |